# National Youth Orchestra of Iraq
La National Youth Orchestra of Iraq (NYOI) è un'orchestra composta da musicisti provenienti da diverse parti dell'Iraq. I membri hanno un'età compresa tra 14 e 29 anni. Sono selezionati ogni autunno-inverno attraverso un processo di audizioni online e video.

## Storia
La National Youth Orchestra of Iraq è nata da un'idea di Zuhal Sultan, un giovane pianista di Baghdad che ha fondato l'orchestra quando aveva solo 17 anni. Nel 2008/9 ha collaborato con la Raw Television alla premiata serie Battlefront series of Generation Y leaders per creare l'orchestra.
Nel settembre 2008 Raw TV diffuse un comunicato stampa dal titolo "Iraqi Teen cerca Maestro per orchestra giovanile" indirizzato ai giornali britannici, che il direttore d'orchestra scozzese Paul MacAlindin lesse e al quale rispose. Dopo aver scelto Paul come direttore musicale, Zuhal portò un'amica e collega musicista, Allegra Klein, direttore di Musicians for Harmony di New York. Insieme, hanno lavorato online per creare il primo corso estivo per il 2009.
Le audizioni di YouTube sono state organizzate con i musicisti di Baghad e della Regione del Kurdistan dell'Iraq. I finanziamenti sono stati garantiti dai governi di Baghdad e Kurdi, nonché dal British Council e dal Foreign and Commonwealth Office della Gran Bretagna. Il British Council, a quel tempo diretto da Tony Reilly, divenne anche il partner operativo in Iraq.

## Corsi
L'orchestra si incontra una volta all'anno in un corso estivo di due settimane. Per il secondo anno consecutivo, il corso si è svolto nella Regione kurda dell'Iraq. Il corso prevede una formazione intensiva da parte di musicisti professionisti europei e americani, offrendo ai musicisti di talento l'opportunità di ricevere lezioni sia di gruppo che individuali, dato che la maggior parte dei membri ha ricevuto poche lezioni o è stata autodidatta. Il corso prevede sessioni per "rompere il ghiaccio" e di affiatamento tra membri e tutor.